# Võ Di Nguy
Võ Di Nguy hay Vũ Di Nguy (Chữ Hán: 武彝巍; 1745 - 1801) là một tướng lãnh dưới quyền chúa Nguyễn trong lịch sử Việt Nam.

## Sự nghiệp
Võ Di Nguy là người huyện Phú Vang, tỉnh Thừa Thiên (nay là Thừa Thiên Huế).
Không rõ gia cảnh, chỉ biết ông vào nghiệp lính từ thời trai trẻ, nhờ giỏi thủy chiến nên dưới thời chúa Định vương Nguyễn Phúc Thuần (1751-1777), được cử trông coi các đội thủy quân.
Tháng 12 năm Giáp Ngọ (1774), sau khi quân Trịnh do tướng Hoàng Ngũ Phúc chỉ huy chiếm được Phú Xuân (Huế), Định vương phải mang các thân thuộc vượt biển, qua địa bàn kiểm soát của quân Tây Sơn, tháo chạy vào Gia Định (Ất Mùi, 1775); Võ Di Nguy vẫn ở lại cầm cự với quân Trịnh được ít lâu, rồi hiệp cùng Cai đội Tô Văn Đoài đem khoảng 200 rút quân vào Nam.
Năm Đinh Dậu (1777), Định vương và Tân Chính vương (Nguyễn Phúc Dương) đều bị quân Tây Sơn bắt giết, ông theo phò người kế vị là chúa Nguyễn Phúc Ánh, tận lực đánh nhau với quân Tây Sơn.
Năm Mậu Tuất (1778), ông cùng với Châu Văn Tiếp, Tôn Thất Cốc trông coi đoàn thủy binh ở Gia Định.
Tháng 2 năm Quý Mão (1783), thủ lĩnh quân Tây Sơn là Nguyễn Nhạc lại sai Nguyễn Huệ, Nguyễn Lữ mang quân vào Gia Định. Chúa Nguyễn thua trận phải chạy xuống Ba Giồng (Tam Phụ), rồi sang Vọng Các (Xiêm La) vào tháng 1 năm Giáp Thìn (1784).
Tháng 6 năm ấy, vua Xiêm là Chất Tri (Chakri, Rama I) sai hai người cháu, cũng là hai viên tướng cao cấp là Chiêu Tăng và Chiêu Sương, đem 2 vạn quân thủy cùng 300 chiến thuyền vượt vịnh Xiêm La, qua ngả Kiên Giang, sang giúp... Nhưng khi lực lượng hùng hậu này lọt vào khoảng giữa Rạch Gầm và Xoài Mút (nay thuộc Tiền Giang), thì chỉ trong vòng chưa đầy một ngày, toàn bộ quân Xiêm và quân Nguyễn đều đại bại, khiến chúa Nguyễn cùng nhiều tướng lĩnh, trong số ấy có Võ Di Nguy lại phải sang nương nhờ nước Xiêm.
Tháng 7 năm Đinh Mùi (1787), Nguyễn Phúc Ánh kéo quân về nước, đóng quân tại Long Xuyên, ông lãnh sứ mạng ở lại Phú Quốc bảo vệ cho mẹ và cung quyến chúa Nguyễn.
Tháng 8 năm Mậu Thân (ngày 7 tháng 9 năm 1788), chúa Nguyễn lấy lại được Gia Định, cử ông làm Nội Thủy Trung Thủy Thuyền, rồi thăng Khâm sai thuộc nội Cai cơ, chỉ huy 5 đạo hải thuyền "Minh Phương Hầu" và trông coi việc đóng thuyền và tàu chiến.
Tháng 3 năm Quý Sửu (1793), hộ giá chúa Nguyễn ra đánh Quy Nhơn, ông cùng Nguyễn Văn Trương và Võ Tánh điều động hải quân, đổ bộ đánh chiếm được phủ Bình Khang (nay thuộc tỉnh Khánh Hòa).
Tháng 2 năm Ất Mão (1795), ông theo chúa Nguyễn ra cứu Võ Tánh ở thành Diên Khánh (nay thuộc tỉnh Khánh Hòa).
Tháng ba năm Kỷ Mùi (1799), ông lại được cử điều động thủy quân ra đánh Quy Nhơn, nhưng bất phân thắng bại.
Năm Canh Thân (1800), ông cùng Nguyễn Phúc Ánh ứng cứu thành Quy Nhơn, nhưng khi đến vùng Cù Mông, ông được lệnh ở lại bảo vệ Vũng Trích (Phú Yên).
Năm Tân Dậu (1801), ngày 15 tháng giêng, chúa Nguyễn sai Nguyễn Văn Trương, Tống Phúc Lương đem quân tiền đạo tấn công vào đồn thủy của quân Tây Sơn; sai Lê Văn Duyệt và ông đem thủy quân vào đánh cửa Thị Nại.
Sách Việt sử tân biên chép: 
Cuộc tấn công này lại được cái may là gió và nước triều bấy giờ đang thổi mạnh. Đúng 10 giờ 30 (đêm rằm tháng 1 năm Tân Dậu, tức 27 tháng 2 năm 1801), Nguyễn Văn Trương bắn phát đại bác đầu tiên để ra lệnh tấn công khắp mọi nơi.
Hai mươi sáu chiến thuyền chèo phóng lửa đốt sạch mọi thứ trên bãi cát. Đạo binh 1.200 người của (quân) Nguyễn, lưỡi lê tuốt trần nấp ở các hầm hố dưới cát, vừa đánh vừa bắn đại bác lên bờ. Quân Phú Xuân (tức quân Tây Sơn) bị đánh bất thình lình rối loạn chết hại khá nhiều.
Đồn Tây Sơn ở Tam tòa sơn, ở bên phải cánh quân tấn công, chuyển một hỏa lực kinh khủng bắn xuống các thuyền chèo tay của Nguyễn vương khi đó vào đúng tầm súng. Võ Di Nguy bị một phát đạn bay đầu liền...
Dù chỉ một mình, Lê Văn Duyệt vẫn liều mạng thúc binh tiến lên rồi cho nổi hỏa công, lửa theo gió tạt vào, đến 4 giờ sáng, thì các chiến hạm của Phú Xuân đều ra tro, thuyền lớn thuyền nhỏ đến quá trưa mới tắt lửa... Đây là trận thủy chiến dữ dội nhất, đáng được gọi là "võ công đệ nhất" trong thời phục nghiệp của nhà Nguyễn.
Sau trận chiến, thi thể Võ Di Nguy được chuyển về Gia Định chôn cất và được sắc phong là: "Tá mạng công thần, đặc tấn Thượng trụ quốc Thiếu bảo Quận công", thụy là Trung túc (trung thành và đầy vinh dự).

Năm Gia Long thứ sáu (1807), Võ Di Nguy được nâng lên hàng nhất phẩm, được cấp mộ phu. Sang đời Minh Mạng (1824), ông được thờ nơi Thế miếu.

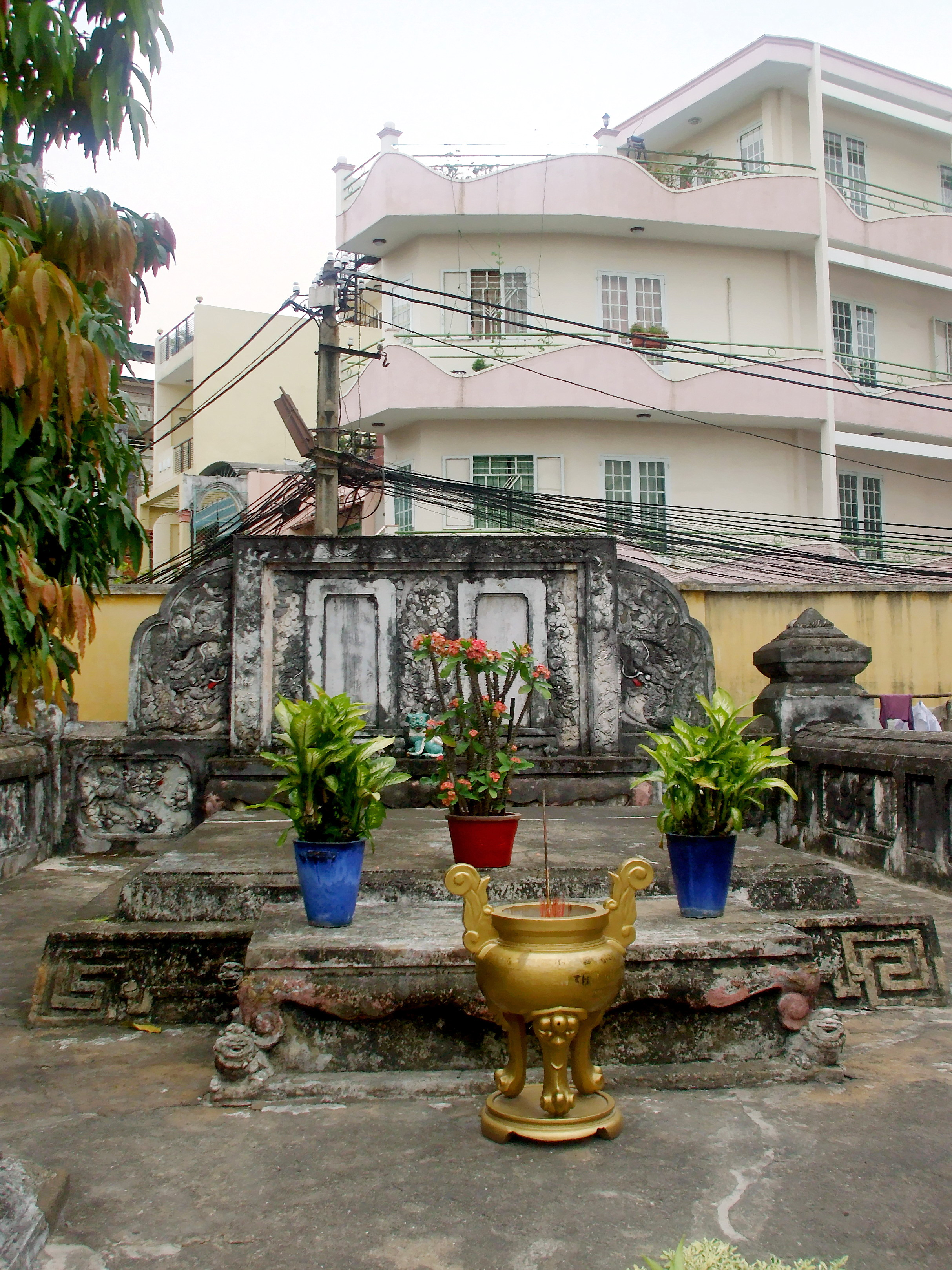
Mộ Quận Công Võ Di Nguy.

Năm Minh Mạng thứ 12 (14 tháng 12 năm 1831), ông được truy tặng thêm danh hiệu, đổi tên thụy là Tráng Túc (dõng mãnh và cung kính) và tước Bình Giang Quận công.

## Lăng Võ Di Nguy
Lăng Võ Di Nguy hiện tọa lạc tại số 19 đường Cô Giang, phường 2, quận Phú Nhuận, Thành phố Hồ Chí Minh. Đây là một quần thể kiến trúc cổ gồm khu vực mộ và đền thờ (tục gọi là đền Phú Trung).Ban Quản Lý được UBND Quận Phú Nhuận quyết định thành lập năm 2003. Trưởng ban Quản lý (2009-2014) Là ông Nguyễn Cao Đức. Trưởng ban Quản lý Lăng từ 2014 đến nay là ông Lê Minh Hoàng.
Khu lăng đã được Bộ Văn hóa – Thông tin (nay là Bộ Văn hóa, Thể thao và Du lịch) xếp hạng là di tích Kiến trúc - Nghệ thuật cấp quốc gia theo Quyết định số 43-VH/QĐ ngày 7 tháng 1 năm 1993. Hằng năm, lễ giỗ Đức Bình Giang Quận Công Võ Di Nguy được tổ chức vào ngày 15 và 16 tháng giêng âm lịchhằng năm Và lễ giỗ cháu nội của ông là Đức Bình Giang Bá Võ Di Thái được tổ chức vào ngày 15 và 16 tháng 11 Âl hằng năm.Theo nghi thức Tế Tiểu Cung Đình Triều Nguyễn. Do Ban Quản Lý Lăng Võ Di Nguy thực hiện.

## Đường phố
Ở Thành phố Hồ Chí Minh trước năm 1985 có tới hai con đường mang tên Võ Di Nguy. Đường Võ Di Nguy của Đô thành Sài Gòn cũ hiện nay là đường Hồ Tùng Mậu ở quận 1; còn đường Võ Di Nguy của tỉnh Gia Định cũ nay là các con đường Phan Đình Phùng, Nguyễn Kiệm và Nguyễn Oanh ở quận Phú Nhuận và quận Gò Vấp (đường liên tục nối dài từ cầu Kiệu đến cầu An Lộc). Cả hai con đường mang tên Võ Di Nguy này đều bị đổi tên vào cùng ngày 4 tháng 4 năm 1985.
Hiện nay ở một số địa phương miền Nam như Bến Cát, Kiến Tường, Vị Thủy vẫn còn một số con đường nhỏ mang tên Võ Di Nguy.